# ملجادشت (كجيد)
ملجادشت (بالفارسية: ملجادشت) هي قرية تقع في إيران في قسم كجيد الريفي. يقدر عدد سكانها بـ 25 نسمة بحسب إحصاء 2016.